# Museo y Jardín Botánico de Cheekwood
El Museo y Jardín Botánico de Cheekwood (en inglés: Cheekwood Botanical Garden and Museum of Art), es un museo, arboreto y jardín botánico en una finca de propiedad privada de 55 acres (220,000 m²). Anteriormente la residencia de la familia Cheek, mansión construida en 1929 de 30,000 pies cuadrados (2,800 m²) una mansión de estilo georgiano reacondicionada como museo en 1960. Se ubica en el borde occidental de  Nashville, Tennessee, Estados Unidos.

## Localización
Cheekwood Botanical Garden and Museum of Art, 1200 Forest Park Dr., Nashville, Davidson County, Tennessee, United States of America-Estados Unidos de América.35°11′15″N 86°52′33″O / 35.18750, -86.87583
Se encuentra abierto a diario con una tarifa de entrada.

## La casa edificada gracias al café
Christopher Cheek fundó un colmado en Nashville en la década de 1880. Su hijo, Leslie Cheek, se unió a él como socio, y antes de 1915 era presidente de la compañía familiar. La esposa de Leslie, Mabel Wood, era miembro de una prominente familia de Clarksville. Mientras tanto, Joel Cheek, primo de Leslie había desarrollado una aclamada mezcla de cafés que fue dada a conocer a través del hotel de más empaque de Nashvill el "Maxwell House Hotel". Se cuenta popularmente que Theodore Roosevelt la probó y proclamó de esta mezcla  "Good to the last drop," (Bueno hasta la última gota), lo cual sigue siendo una marca registrada para el producto. En 1928, la anteriormente  "Cereals Company" (ahora "General Foods") compró la sociedad matriz "Cheek-Neal Coffee", por más de $40 millones.
Gracias a los beneficios obtenidos de las ventas de la mezcla de cafés, Leslie Cheek compró 100 acres (0.40 km²) de lo que era una zona arbolada en West Nashville para acondicionarlos como una finca de campo. Contrató al arquitecto de paisaje y de residencias de Nueva York, Bryant Fleming, y le dio libre potestád para cada detalle del proyecto - desde la arquitectura del paisaje hasta los muebles del interior de la mansión. El resultado fue una mansión de piedra caliza y extensos jardines formales inspirados por las magníficas casas solariegas inglesas del siglo XVIII. La obra maestra de Fleming, Cheekwood, fue terminada en 1932.
Leslie Cheek murió 2 años después de trasladarse a la mansión y Mabel Cheek y su hija, Huldah Cheek Sharp, vivieron en Cheekwood hasta los años 50 en que fue ofrecida como sitio para un jardín botánico y un museo de arte.
El desarrollo de la finca fue encabezado por el "Exchange Club of Nashville", la Sociedad hortícola del Tennessee Medio y muchos otros grupos cívicos. El museo de arte de Nashville donó sus colecciones e ingresos permanentes de la venta de su edificio al esfuerzo. El nuevo museo de Cheekwood se abrió al público en 1960.

## Museo de Arte
La colección de arte de Cheekwood fue fundada en 1959 con la base de los fondos del anterior "Museo de arte de Nashville". Las fondos incluyen amplias colecciones de arte americano; Artes decorativas americanas y británicas; arte contemporáneo, especialmente escultura al aire libre adquirida para el sendero de esculturas de la arboleda.
La colección de arte americano de Cheekwood incluye 600 pinturas y 5,000 grabados, dibujos y fotografías. La colección, reunida en los años 80 y los inicios de los años 90 a través de un legado multimillonario, atraviesa la historia del arte americano. Sus centros enfocados en The Eight. Otros fondos incluyen la colección mayor en el mundo de esculturas de William Edmondson, de fotografías de Louise Dahl-Wolfe, y de una variedad extensa de grabados de después de la Segunda Guerra Mundial. Recientemente, el museo ha perseguido un proceso de adquisición de nuevas obras, agregando obras pictóricas de James Hamilton, William Bradford, y una nueva escultura contemporánea para el sendero.
El núcleo inicial de la colección de artes decorativa incluyen la tercera mayor porcelana de Worcester de Estados Unidos, y una colección de 650 piezas de plata, de los siglos XVIII al XX.
La "Cheek Mansion" en sí misma está considerada como parte de la colección. La renovación restauró mucho del edificio original, revelando características auténticas (los pisos de madera y de mármol que habían sido alfombrados), y conservando adornos arquitectónicos históricos, tales como los murales ilusionistas que alinean el pasillo principal.
La colección de arte contemporáneo, contenida en las galerías creadas fuera de la mansión en el garaje original y los establos de la finca, es pequeña en número pero de alta calidad, incluyendo pinturas de Larry Rivers, Andy Warhol, Robert Ryman, Red Grooms, y Marylyn Dintenfass. Además, siete pequeñas galerías fueron creadas en las antiguas caballerizas para permitir a Cheekwood instalar exhibiciones temporales.
El sendero de esculturas "Carrell Woodland Sculpture Trail", una colección de quince esculturas de artistas internacionales, amplía la colección de arte contemporáneo en la naturaleza, centrándose en una clase de arte íntimo, al aire libre que no se encuentra comúnmente en museos americanos.

## Jardín Botánico

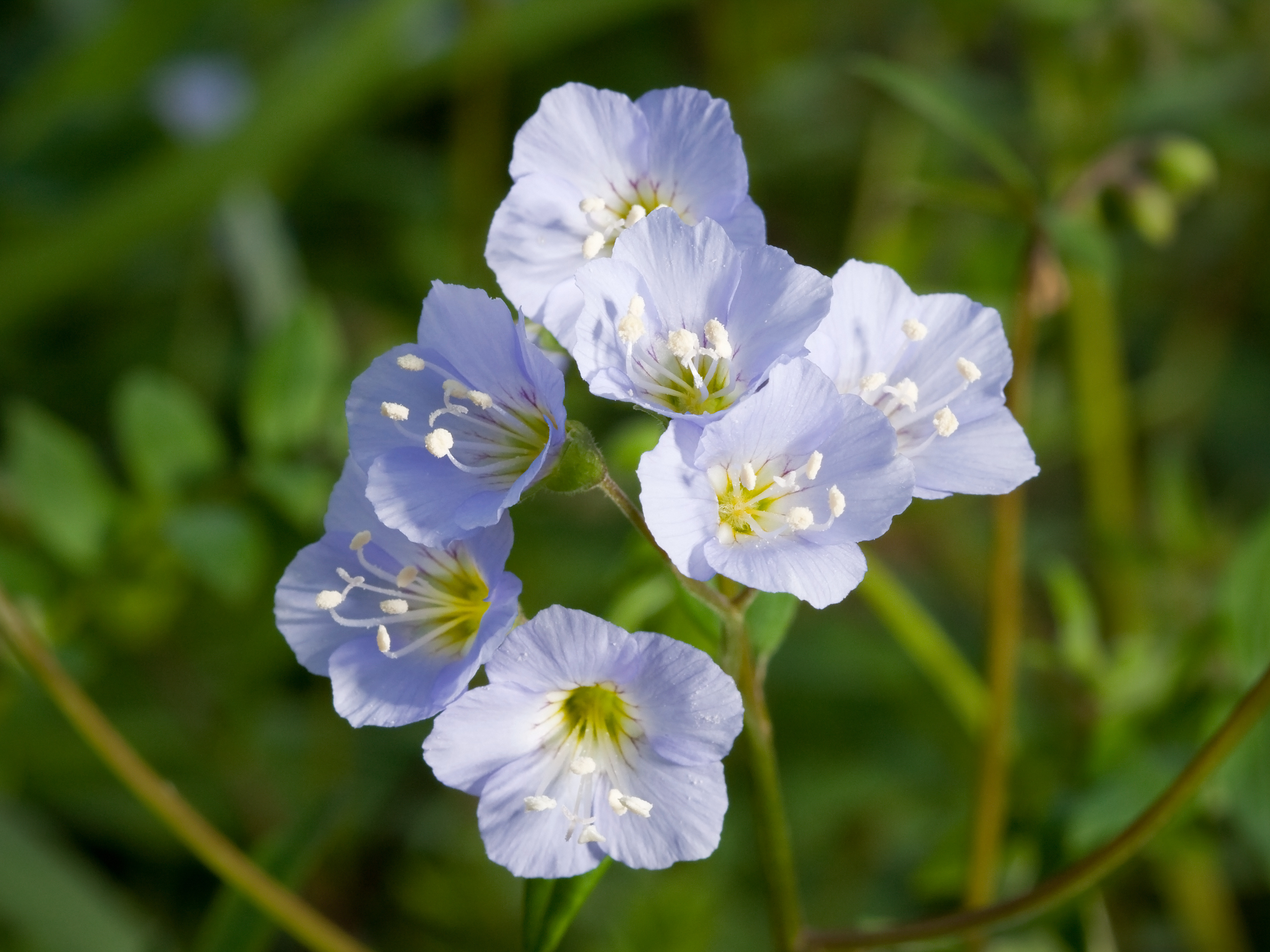
Creeping Jacob's Ladder (Polemonium reptans) en el jardín botánico de Cheekwood.

El jardín botánico se extiende a lo largo de los terrenos del Museo de Arte, abarcando 55 acres (220,000 m²) con un énfasis especial en la exhibición, educación, y el estudio. Las colecciones de plantas incluyen boj, conífera, Lagerstroemia indica, narcisos, lirios de un día, dogwood, helechos, hierbas, acebos, hostas, hydrangeas, aceres japoneses, magnolia, las plantas nativas del sudeste de los EE. UU., cercis, y trillium.
En el jardín botánico de Cheekwood se pueden admirar diversos estilos de jardines, entrando por una avenida de Lagerstroemia indica se accede a:
- Robertson Ellis Color jardín donde las curvas arrebatadoras de coloridas flores confinan un césped que se realza con una hermosa vista de las distantes colinas. Mientras que los visitantes salen este jardín, pasan bajo ocho emparrados curvos cubiertos con vides coloridas y plantados con una gran variedad de plantas anuales y perennes.
- Jardín japonés. Es un lugar reservado para el descanso y la meditación, un refugio del mundo exterior.
- The Wills Perennial garden exhibiciones de plantas de temporada y perennes tradicionales e incluyen una pared escarpada que proporciona el hábitat y el fondo para este colorido, jardín de la piedra caliza a pleno sol.
- Martin Boxwood Garden fue diseñado y construido por el arquitecto de paisaje Bryant Fleming en finales de los años 20 con los jardines colgantes y las extensas plantaciones de boj. Este jardín formal invita al visitante a ser transportado a otros tiempos.
- Howe Wildflower garden, con unas floraciones espectaculares en primavera, es un jardín de flores silvestres de los bosques que estaba originalmente en el hogar del este de Nashville de Cora Howe. Este jardín fue trasladado a Cheekwood en 1968 junto con sus muros de piedra, pared de roca, y ornamentos de piedra del jardín.
- The Burr Terrace Garden. Este es un jardín cerrado típico de las casas de campo en terrazas a tres niveles con plantas perennes de colores pastel, anuales y arbustos.
- Carell Dogwood Garden. Este jardín exhibe muchas variaciones en patrones de ramificación, cortezas, hojas, bayas, y brácteas llamativas características de cornos.
- Herb Study Garden en este jardín se cultivan muchas plantas que se tocarán y para ser olidas, además de plantas que se pueden utilizar para cocinar, para esencias y fragancias,  tintes, fibras, y cosméticos.
- Turner Seasons Garden. Este jardín se centra en el aspecto estacional de los jardines en Tennessee. Ofrece una serie de espacios ajardinados, cada uno destaca una diversa estación con las colecciones de la planta de interés especial.

Los jardines y las colecciones no solo sirven educar, pero también para satisfacer el sentido estético de cada visitante. Los jardines son un recurso hortícola importante para la región entera.

## Otras atracciones
Además del museo y del jardín botánico, en Cheekwood funciona una tienda de regalos, y un restaurante llamado "Pineapple Room" que tiene vistas sobre el elegante verdor del césped del ala oeste.